# Molophilus subvinnulus
Molophilus subvinnulus là một loài ruồi trong họ Limoniidae. Chúng phân bố ở miền Australasia.